# زمین‌لرزه ۱۹۵۹ تایوان
زمین‌لرزه تایوان در تاریخ ۱۵ اوت ۱۹۵۹ میلادی، برابر با ‎۲۳ مرداد ۱۳۳۸، ساعت ۸:۵۷:۰۵ به زمان یوتی‌سی در تایوان رخ داد. ژرفای این زلزله ۲۶٫۸ کیلومتر بود. بزرگی آن ۷٫۲ در مقیاس Mw اعلام شده‌است. زمین‌لرزه به وقت محلی در روز شنبه، ساعت ۱۶ روی داده و منطقه زمانی آن یوتی‌سی +۸ بوده‌است.
سازمان زمین‌شناسی آمریکا نیز جای این زمین‌لرزه را در مختصات ۲۲°۱۱′شمالی ۱۲۱°۰۸′شرقی / ۲۲٫۱۸°شمالی ۱۲۱٫۱۳°شرقی و بزرگی آنرا برابر با ۷ در مقیاس ریشتر اعلام کرده‌است. ژرفای گزارش شده از سوی این سازمان ۶۰ کیلومتر می‌باشد.
شمار کشتگان زلزله حدود ۱۷ نفر بوده‌است. تعداد زخمیان ۶۳ نفر برآورده شده‌است.